# Drums Between the Bells
Drums Between the Bells je studiové album britského hudebníka Briana Eno ve spolupráci s básníkem Rickem Hollandem. Album vyšlo 4. července 2011 u vydavatelství Warp Records.

## Seznam skladeb
Autorem veškeré hudby je Brian Eno, texty napsal Rick Holland.
| Disk 1 | Disk 1                                                                                             | Disk 1 |
| Pořadí | Název                                                                                              | Délka  |
| ------ | -------------------------------------------------------------------------------------------------- | ------ |
| 1.     | Bless This Space                                                                                   | 3:46   |
| 2.     | Glitch                                                                                             | 2:57   |
| 3.     | Dreambirds                                                                                         | 2:24   |
| 4.     | Pour It Out                                                                                        | 3:37   |
| 5.     | Seedpods                                                                                           | 2:49   |
| 6.     | The Real                                                                                           | 6:54   |
| 7.     | The Airman                                                                                         | 3:12   |
| 8.     | Fierce Aisles of Light                                                                             | 2:37   |
| 9.     | As If Your Eyes Were Partly Closed as If You Honed the Swirl Within Them and Offered Me… the World | 1:37   |
| 10.    | A Title                                                                                            | 3:50   |
| 11.    | Sounds Alien                                                                                       | 2:53   |
| 12.    | Dow                                                                                                | 2:41   |
| 13.    | Multimedia                                                                                         | 1:56   |
| 14.    | Cloud 4                                                                                            | 1:42   |
| 15.    | Silence                                                                                            | 0:58   |
| 16.    | Breath of Crows                                                                                    | 6:46   |

| Disk 2 | Disk 2          | Disk 2 |
| Pořadí | Název           | Délka  |
| ------ | --------------- | ------ |
| 1.     | Seeded          | 2:50   |
| 2.     | Pour            | 3:38   |
| 3.     | Bird Dreaming   | 2:14   |
| 4.     | Itch            | 2:13   |
| 5.     | Fiercer Aisles  | 2:37   |
| 6.     | Real            | 6:54   |
| 7.     | Spaced          | 3:44   |
| 8.     | Dense Air       | 3:22   |
| 9.     | Another Title   | 3:50   |
| 10.    | Nikkei          | 2:39   |
| 11.    | Cloud 5         | 1:48   |
| 12.    | Alienated       | 2:12   |
| 13.    | As If Your Eyes | 1:38   |
| 14.    | Monomedia       | 1:57   |
| 15.    | Crows           | 6:46   |

## Obsazení
- Brian Eno – instrumentace, hlas
- Rick Holland – hlas

Ostatní
- Leo Abrahams – kytara
- Duchess Nell Catchpole – housle
- Seb Rochford – bicí
- Anastasia Afonina – hlas
- Aylie Cooke – hlas
- Grazyna Goworek – hlas
- Elisha Mudley – hlas
- Nick Robertson – hlas
- Laura Spagnuolo – hlas
- Caroline Wildi – hlas